# Marcelo Cabido
Marcelo Rubén Cabido (Córdoba, 1953) es un biólogo argentino. especializado en ecología vegetal y fitogeografía. Es investigador superior del CONICET, desempeñando sus tareas en el Instituto Multidisciplinario de Biología Vegetal de Córdoba.

## Biografía
Cabido nació en Córdoba en 1953. Se graduó de biólogo en Facultad de Ciencias Exactas, Físicas y Naturales de la Universidad Nacional de Córdoba en 1980. En 1987 se graduó de Dr. en Ciencias Biológicas en la misma unidad académica, con una tesis titulada "Las comunidades vegetales del Sub-piso Superior de pastizales de las Sierras de Córdoba", dirigida por Ricardo Luti.
En julio de 1989 ingreso a la carrera científica del CONICET en categoría de Asistente. Desde 2009 se encuentra en la categoría de Principal. Trabaja en el  Instituto Multidisciplinario de Biología Vegetal de Córdoba, donde colabora con otros científicos de renombre como Sandra Díaz y forma nuevos recursos humanos.

## Aportes científicos
Cabido es experto en la flora de Argentina y en técnicas para estudiarla. Utilizando sensores remotos ha producido uno de los primeros mapas de uso de la tierra y cambios en la cobertura de la vegetación en Argentina. Además tiene experiencia en la planificación de planes de monitoreo de áreas protegidas, habiendo trabajado en conjunto con la Administración de Parques Nacionales de Argentina y la secretaría de Ambiente de la provincia de Córdoba.

## Publicaciones
Selección de las publicaciones más citadas de Cabidoː
- Dıaz, S., & Cabido, M. (2001). Vive la difference: plant functional diversity matters to ecosystem processes. Trends in ecology & evolution, 16(11), 646-655.
- Diaz, S., Hodgson, J. G., Thompson, K., Cabido, M., Cornelissen, J. H. C., Jalili, A., ... & Band, S. R. (2004). The plant traits that drive ecosystems: evidence from three continents. Journal of vegetation science, 15(3), 295-304.
- Díaz, S., & Cabido, M. (1997). Plant functional types and ecosystem function in relation to global change. Journal of vegetation science, 8(4), 463-474.

## Distinciones
- Beca del Ministerio de Educación y Ciencia del Gobierno de España (1987)
- Premio a la excelencia científica otorgado por la Universidad Nacional de Córdoba (1991)
- Designado Académico Titular de la Academia Nacional de Ciencias (2011)